# Talamanca
Talamanca è un comune spagnolo di 209 abitanti situato nella comunità autonoma della Catalogna.